# Данієль Габрієль Фаренгейт

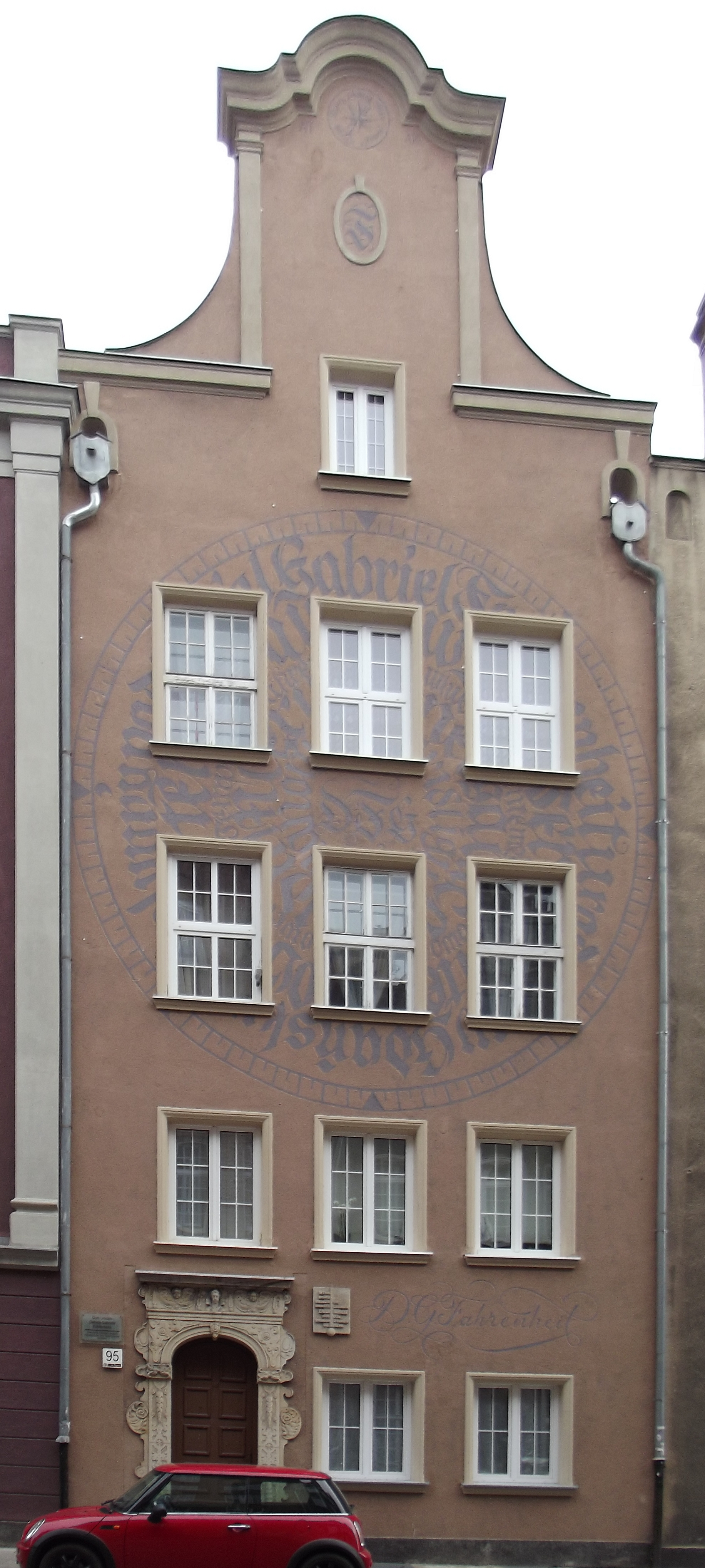
Будинок у Гданську, в якому народився Фаренгейт

Данієль Габрієль Фаренгейт або Данієль Ґабрієль Фаренгайт (24 травня 1686, Данциг — 16 вересня 1736, Гаага) — німецький хімік і фізик, автор температурної шкали його імені.
Першим запропонував метод очищення ртуті, винайшов спиртовий (1709) та ртутний (1714) термометри, запропонував температурну шкалу (1724), згодом названу його іменем, в котрій температура танення льоду становила 32 градуси, а температура кипіння води на 180 градусів більша (212 градусів).

## Біографія
Народився у ганзейському місті Данцігу в німецькій купецькій родині 24 травня 1686 року у Гданську, в будинку на вулиці Огарна, 94. Батько майбутнього винахідника, Даніель Фаренгейт старший, походив з родини, що була, можливо, з Гільдесгайму у Німеччині. За іншими даними він був з родом з Кенігсберга, Східна Прусія. Він одружився з Конкордією з відомої родини гданських підприємців Шуман (Schumann) . Нещасний випадок з отруйними грибами спричинив ранню смерть батьків Фаренгейта (Данієль був наймолодшим з п'яти дітей у сім'ї). Вивчав хімію в Амстердамі, однак наукові експерименти цікавили його більше, і пізніше він став вивчати прикладні природничі науки.
Після мандрування по Англії і Німеччині поселився в Нідерландах. Тут він вперше виготовив термометр і барометр. Спочатку термоскопічною рідиною йому служив спирт, але пізніше близько 1715 року він замінив спирт ртуттю, чим досягнув більш точних вимірювань.
У системі вимірювання температури Фаренгейта існують три відправні точки:
- 0 °F — занурюючи термометр в суміш снігу, що тане, з нашатирем і кухонною сіллю, Фаренгейт прийняв досить низьку температуру зими 1709 року в Данцізі за нуль для своєї шкали;
- 32 °F — температура танення льоду;
- 98 °F — температура тіла здорової людини.

Таким чином, точка кипіння води буде дорівнювати 212 °F.
У 1718 році він читав в Амстердамі лекції з хімії. З 1724 року став членом Лондонського королівського товариства.
Фаренгейт виготовив також перший ваговий ареометр і термобарометр. У 1721 році він відкрив, що вода може бути охолоджена нижче точки замерзання і залишатися в рідкому стані; працював також над конструкцією машини для осушування місцевості, яка зазнала повеней.
Останні роки прожив у Нідерландах, помер у Гаазі 1736 року.
Одиницю вимірювання температури градус Фаренгейта (°F) було названо на його честь.

## Розрахунки

Порівняння шкал Цельсія (зліва) і Фаренгейта

Щоб перевести градуси Фаренгейта на градуси Цельсія або Реомюра, слід від даного числа відняти спочатку 32, а пізніше одержаний залишок помножити на 5/9 (для Цельсія) або 4/9 (для Реомюра). Навпаки, якщо необхідно перевести градуси Реомюра або Цельсія в градуси Фаренгейта, то число їхнє слід перемножити на 9/4 або 9/5 і до добутку додати 32.
Слід пам'ятати, що температура в 96 °F — як «температура тіла здорової людини» стала казусною величиною — Фаренгейт, визначає діапазон градуювання своєї температурної шкали, прийняв за 100 градусів виміряну ним температуру тіла своєї дружини, яка, як з'ясувалося, в той момент хворіла на простудне захворювання, і її температура була вища температури тіла «здорової людини».
Таким чином, температурна шкала, розроблена Фаренгейтом, містить два цікавих факта: незвично занижено нуль — наслідок дуже холодної зими в Данцігу в той період і завищену градацію 100 — як температуру тіла хворої людини. Можливо, це є також однією з причин визнання шкали Цельсія в більшості країн світу, як альтернативної їй.

## На честь його імені
На честь науковця названо астероїд 7536 Фаренгейт.